# Nataša Matjašec Rošker
Nataša Matjašec Rošker [natáša matjašéc róšker], slovenska dramska in filmska igralka, *28. aprila 1967, Murska Sobota.
Diplomirala je iz dramske igre na Akademiji za gledališče, radio, film in televizijo v Ljubljani pri prof. Dušanu Jovanoviču in prof. Štefaniji Drolc. Do leta 2007, ko je postala stalna članica ansambla Drame SNG Maribor, je kot samostojna ustvarjalka, samozaposlena na področju kulture, delovala v poklicnih gledališčih (SNG Drama Ljubljana, Drama SNG Maribor, Gledališče Koper, Slovensko mladinsko gledališče, Gledališče Glej) in neodvisnih skupinah (Atol, E. P. I. center). Nastopila je v več celovečernih in kratkih filmih ter sodelovala pri scenariju filma Outsider. Svoj režijski prvenec, dokumentarno-igrani film Tiigra, je po lastnem scenariju in z lastnimi finančnimi sredstvi ob pomoči Studia Arkadena posnala leta 2001. Leta 2004 je predstavila še avtorski kratki igrani videofilm Odtis. 
Nataša Matjašec Rošker je dobitnica številnih priznanj: Stopova igralka leta (leta 1991 za vlogo Laure v filmu Babica gre na jug in leta 2004 za vlogo Žane v filmu Ruševine), vesna za najboljšo žensko vlogo (Ruševine, 7. festival slovenskega filma), vesna za najboljše dokumentarno igrano delo, predvajano z magnetnega traku za film (Tiigra, 5. festival slovenskega filma), 1. nagrada na mednarodnem festivalu dokumentarnega filma Feeka v Kobaridu (Tiigra), 1. nagrada na festivalu monodrame na Ptuju 2004 (Get famous or die trying, Elizabeth 2), nagrada Prešernovega sklada 2004 (za igralsko kreacijo in soavtorstvo besedila Get famous or die trying, Elizabeth 2), nagrada na Mednarodnem festivalu lutkovnih gledališč v Lomzi na Poljskem 2005 in grand prix na Bienalu lutkovnih gledališč v Kopru 2005 (obakrat za igralsko kreacijo v Pravljici o Carju Saltanu). Leta 2023 je prejela Borštnikov prstan. 
Od leta 2006 jo zastopa agencija Proartes.

## Celovečerni film
- 1991: Babica gre na jug (Vinci Vogue Anžlovar)
- 1995: Radio.doc (Miran Zupanič)
- 2004: Ruševine (Janez Burger)
- 2005: Odgrobadogroba (Jan Cvitkovič)
- 2008: Traktor, ljubezen in rock'n'roll - Nada (Branko Đurić Đuro)

## Serije
- 2024: Življenja Tomaža Kajzerja 2 - Marta Fras (Peter Bratuša)

## Kratki in videofilm
- 2003: Phantom
- 2000: Homo Erectus
- 1999: Večer

## Sodelavka pri scenariju
- 1996 Outsider (celovečerec, r. A. Košak)

## Režija
- 2004 Odtis
- 2001 Tiigra

## Gledališče
- 2006 Heiner Mueller: Kvartet (r. S. Horvat, MGL)
- 2006 Tenesee Williams: Mačka na vroči pločevinasti strehi (r. D. Jovanović, SNG Drama Maribor)
- 2005 Mistits(z) ali Mi snemamo film in ti si zvezda (r. S. Horvat, Gledališče Glej in E. P. I. center)
- 2004 Get Famous or Die Trying Elizabeth 2 (monodrama, r. S. Horvat, Gledališãe Ptuj)
- 2004 A.Sergejevic Puskhin: Pravljica o carju Saltanu ( r. Aleksander Anurov, Mini teater, Ljubljana)
- 2004 Lulubaj (r. M. Pograjec, SMG)
- 1998 Ave, Triumphator (gledališko-telovadni performans, r. M. Berger)